# Ryszard Pisarski (zootechnik)
Ryszard Kazimierz Pisarski (ur. 6 maja 1952 w Czechowicach-Dziedzicach) – polski zootechnik, specjalizujący się w żywieniu zwierząt; nauczyciel akademicki związany z Uniwersytetem Przyrodniczym w Lublinie i Państwową Wyższą Szkołą Zawodową im. Witelona w Legnicy.

## Życiorys
Po ukończeniu kolejno szkoły podstawowej i średniej podjął studia na Akademii Rolniczej w Lublinie, które ukończył w 1976 roku otrzymując dyplom magistra inżyniera zootechniki. Jeszcze w czasie studiów był stypendystą Polskiej Akademii Nauk. Bezpośrednio po ukończeniu studiów rozpoczął pracę na swojej macierzystej uczelni, gdzie przeszedł wszystkie stopnie kariery zawodowej od stanowiska asystenta po profesora zwyczajnego w Instytucie Żywienia Zwierząt i Bromatologii na Wydział Biologii i Hodowli Zwierząt.
W 1982 roku na uzyskał stopień naukowy doktora, a w 1992 roku Rada Wydziału Zootechnicznego Akademii Rolniczej w Lublinie naddała mu stopień naukowy doktora habilitowanego nauk rolniczych w zakresie zootechniki o specjalności żywienie zwierząt na podstawie rozprawy nt. Wpływ natłuszczonych mieszanek zawierających jęczmień i/lub pszenicę zamiast kukurydzy na wyniki odchowu kurcząt brojlerów. W 1999 roku prezydent Polski Aleksander Kwaśniewski nadał mu tytuł profesora nauk rolniczych.
Poza działalnością naukową w swojej pracy zawodowej był wielokrotnie nagradzany i odznaczany: Honorową Odznaką UP w Lublinie, Medalem Komisji Edukacji Narodowej i Złotym Krzyżem Zasługi, tytułem honorowym Zasłużony dla Województwa Dolnośląskiego, Medalem „Przyjaciel Dziecka” Towarzystwa Przyjaciół Dzieci. Pełnił także odpowiedzialne funkcje w Akademii Rolniczej w Lublinie (obecnie Uniwersytet Przyrodniczy), w tym między innymi prodziekana Wydziału Biologii i Hodowli Zwierząt. Poza lubelską uczelnią wykłada także w Państwowej Wyższej Szkoły Zawodowej im. Witelona w Legnicy, gdzie w latach 2007–2020 sprawował funkcję rektora.

## Dorobek naukowy
Jest autorem blisko stu prac badawczych opublikowanych w języku polskim i obcojęzycznych. Wydał ponad sto opracowań naukowych, opinii i recenzji. Pod jego kierunkiem zrealizowano ponad 80 prac magisterskich i kilka doktoratów.